# Bailleul Road East Cemetery
Le Bailleul Road East Cemetery est un cimetière militaire de la Première Guerre mondiale, situé sur le territoire de la commune de Saint-Laurent-Blangy, dans le département du Pas-de-Calais, au nord-est d'Arras. Trois autres cimetières britanniques sont implantés dans la commune : Bailleul Road West Cemetery, Hervin Farm British Cemetery et  Mindel Trench British Cemetery.

## Localisation
Ce cimetière est situé en pleine campagne, à 2,5 km au nord-est de l'agglomération, sur la D919 qui conduit à Bailleul-Sir-Berthoult.

## Histoire

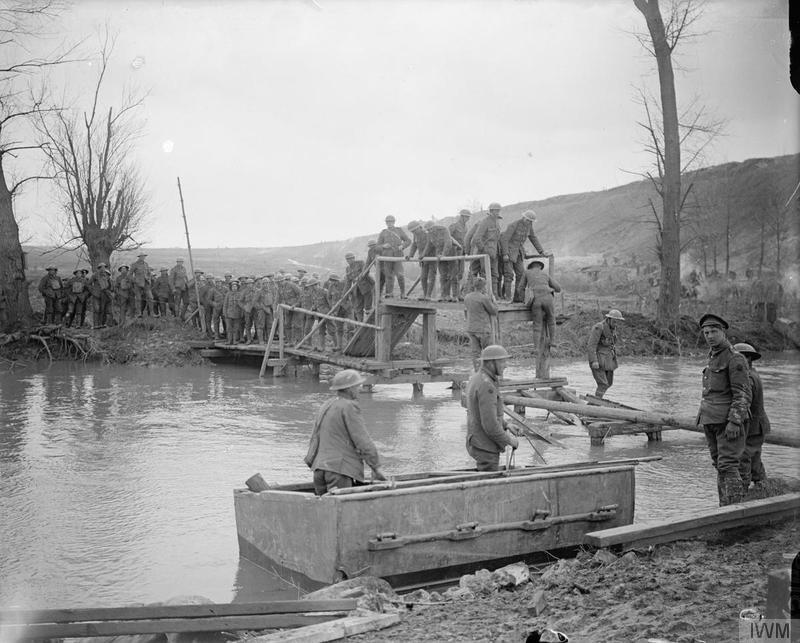
Soldats britanniques franchissant la Scarpe sur un pont improvisé à Blangy en Avril 1917.

En mars 1916, la moitié ouest du village (du côté d'Arras) fut prise par les troupes britanniques alors que la partie est resta aux mains des Allemands. Le bourg, dont la plupart des habitants dont la plupart avaient été évacués, fut donc traversé par la ligne de front.
Le 9 avril 1917, premier jour de la bataille d'Arras, le reste de la commune fut pris par les troupes du Commonwealth après des combats acharnés .
C'est donc à cette période que fut créé ce cimetière pour inhumer les soldats victimes des combats. Il fut utilisé jusqu'à la fin de la guerre. Après l'armistice de nombreux corps provenant de cimetières provisoires des environs y furent regroupés. C'est pour cette raison que sur les 1 293 soldats inhumés dans ce lieu, 752, soit plus de la moitié, ne sont pas identiflés,.

## Caractéristiques
Ce vaste cimetière a le forme d'un triangle isocèle de 100m sur 80 et est entouré entièrement clos par un muret de moellons.
La Croix du Sacrifice se dresse à l'angle des deux routes.

## Galerie

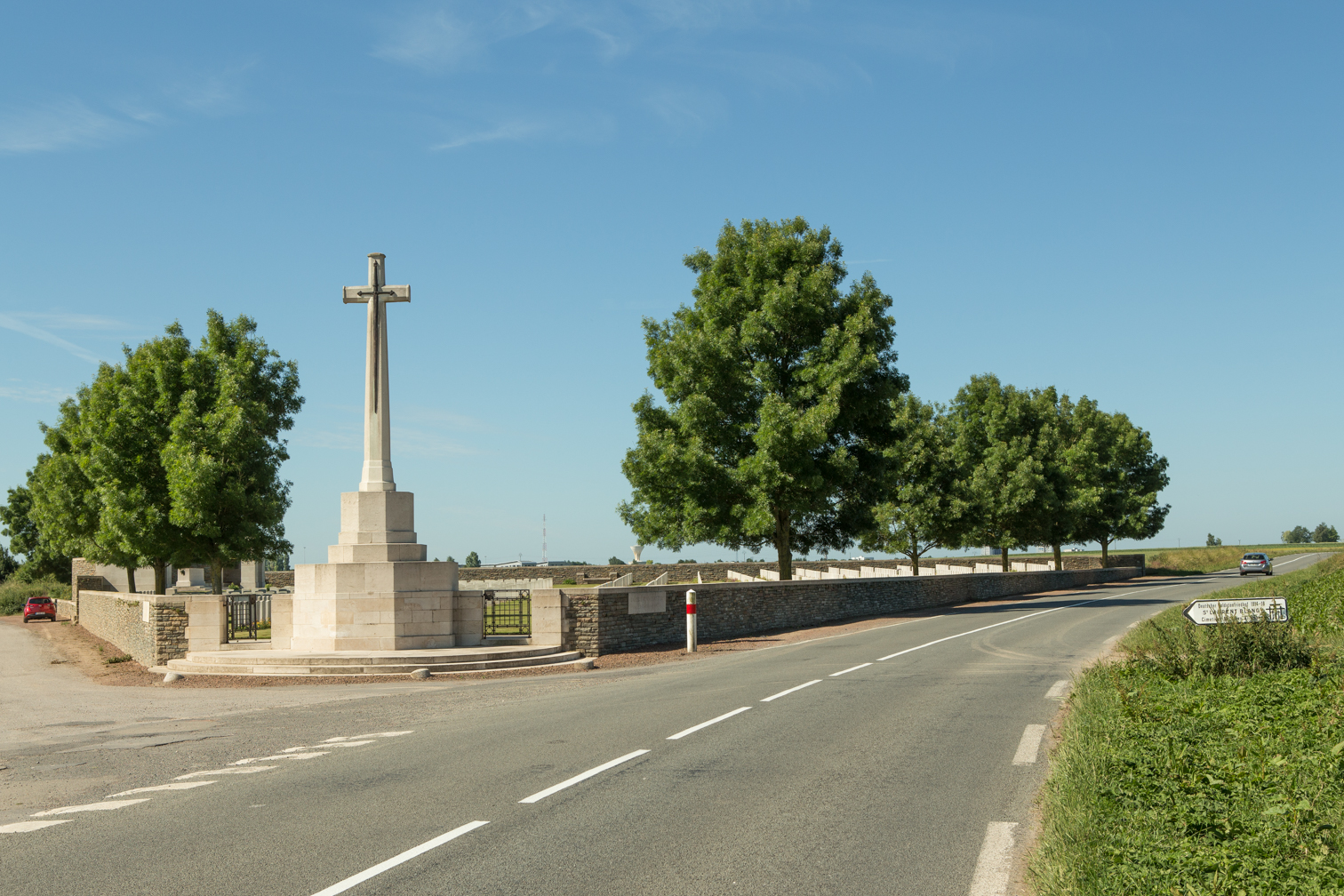
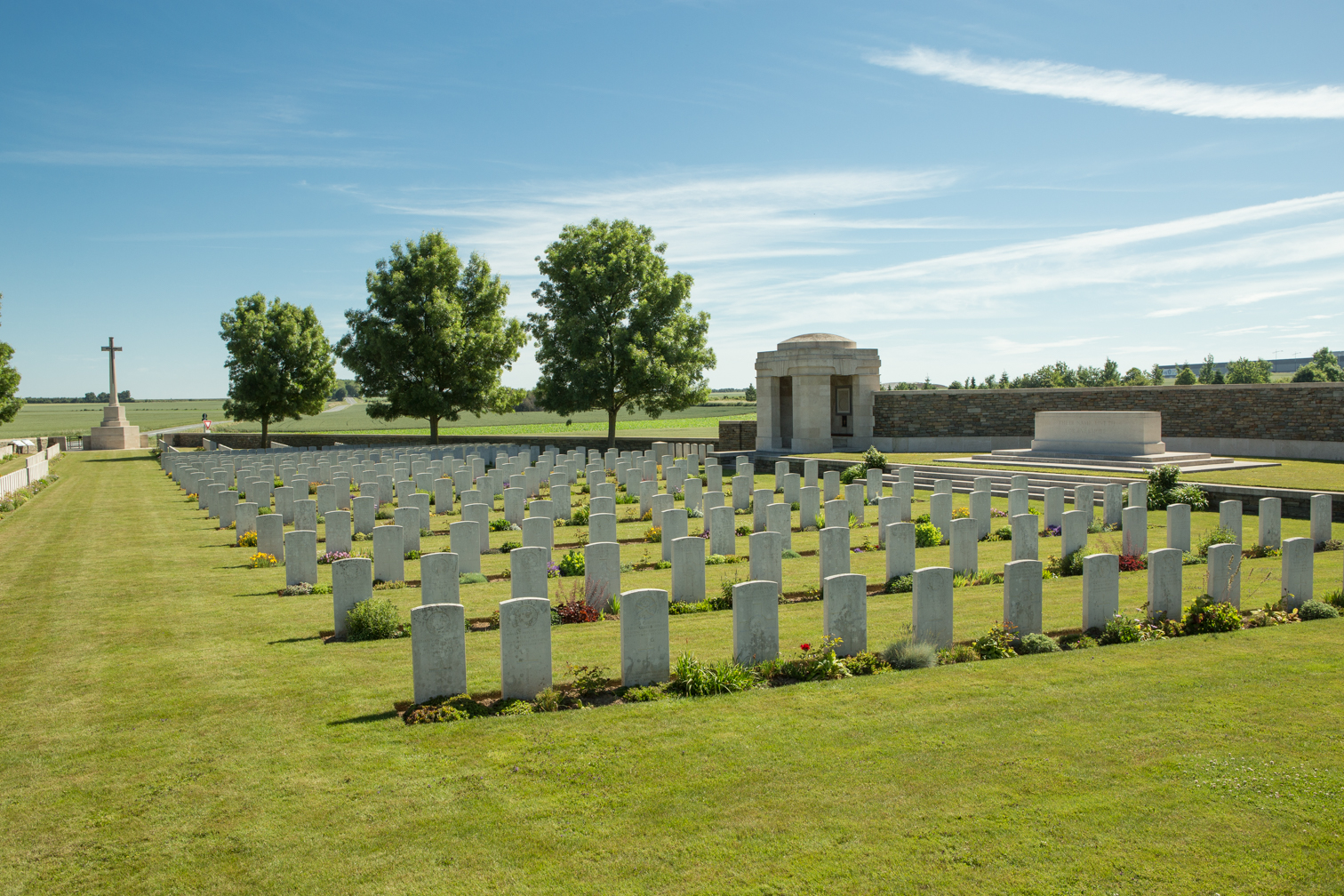
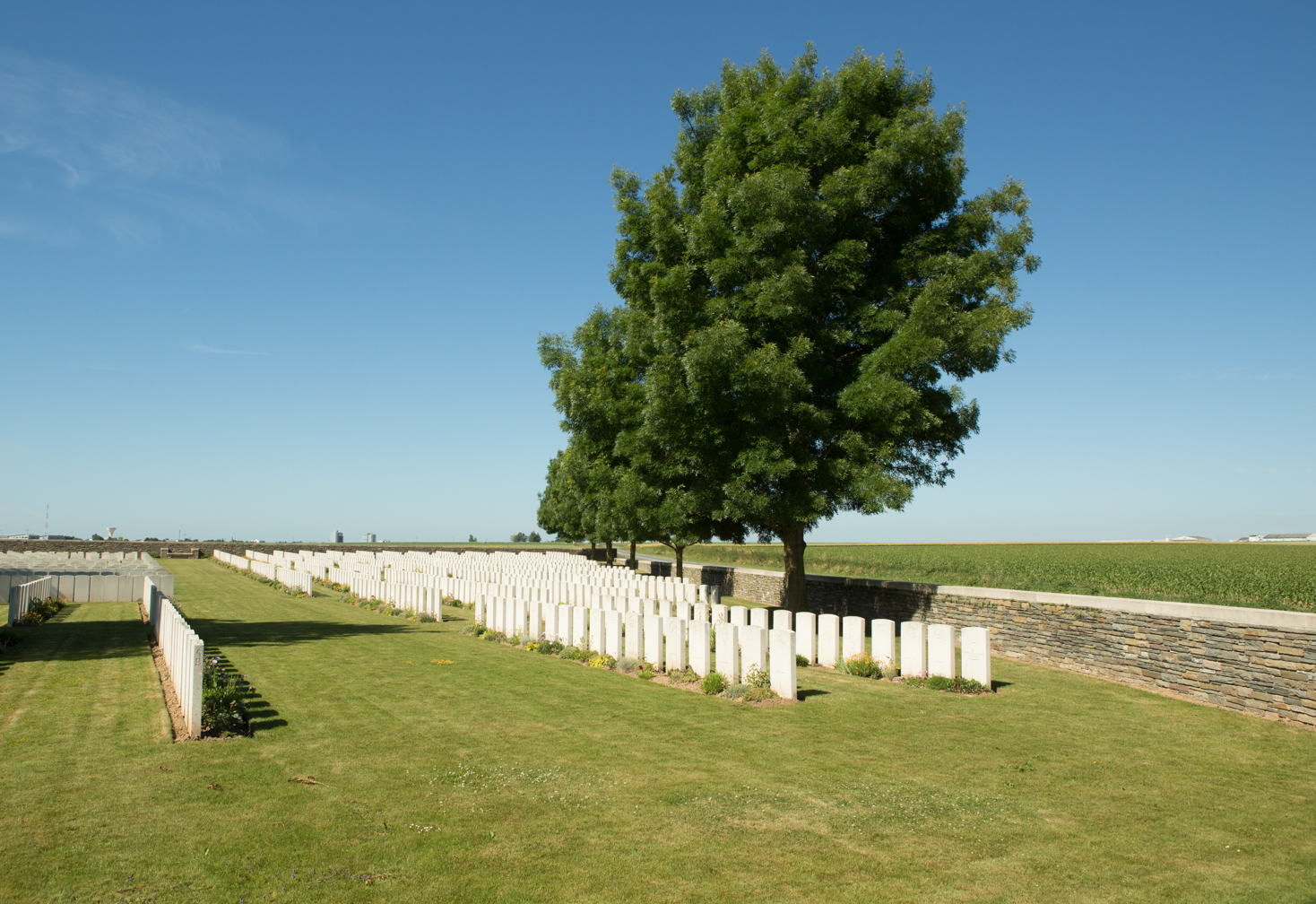
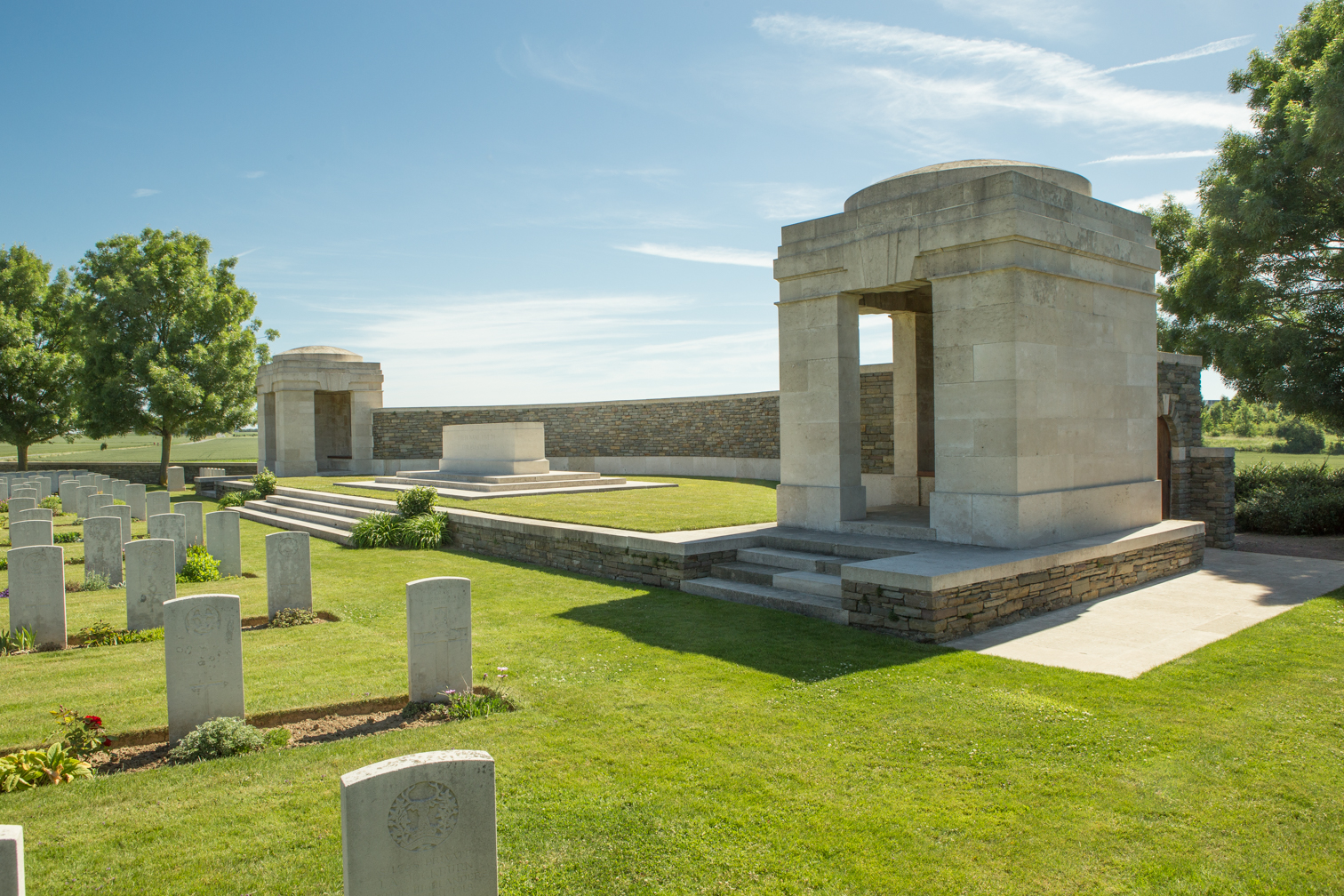
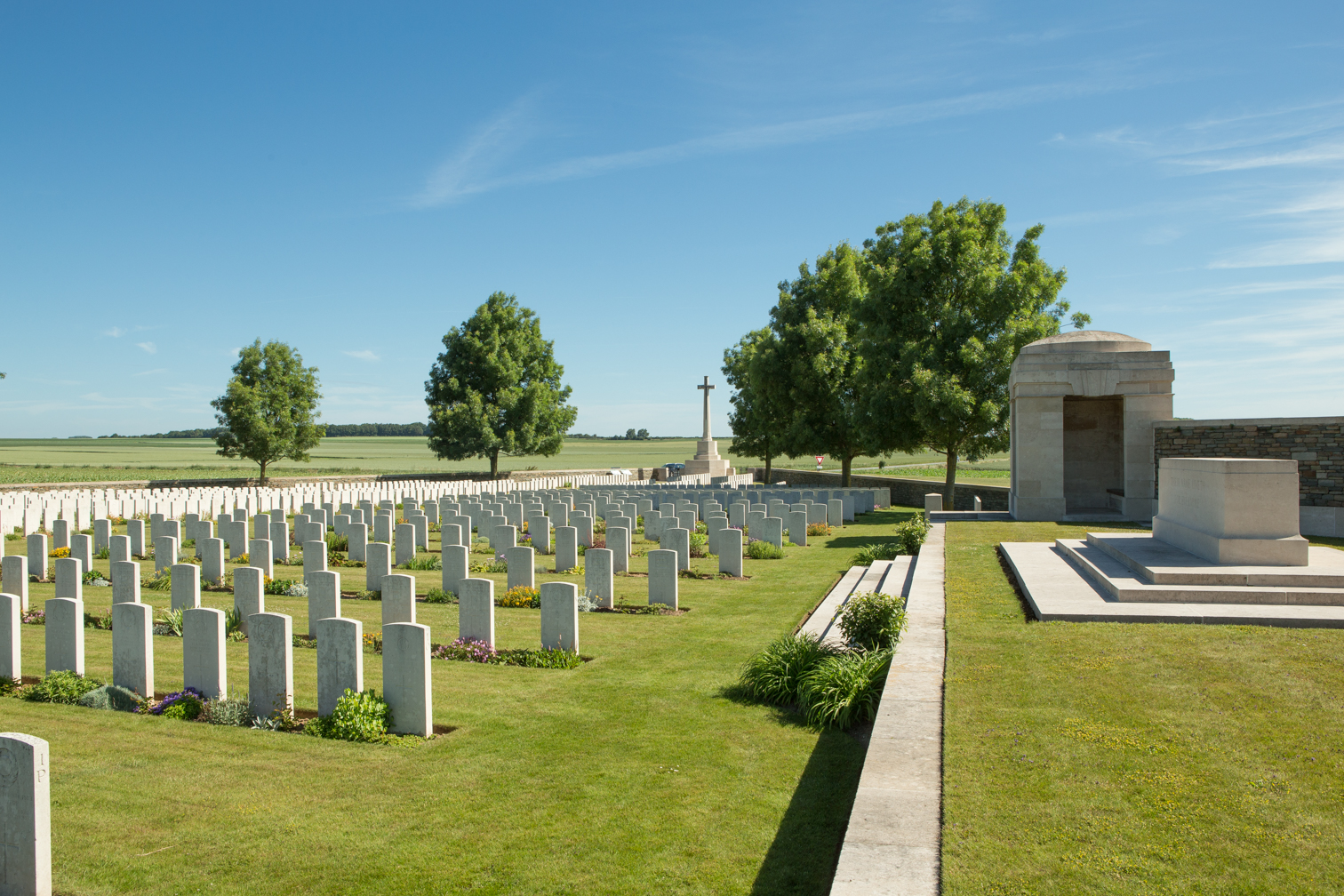
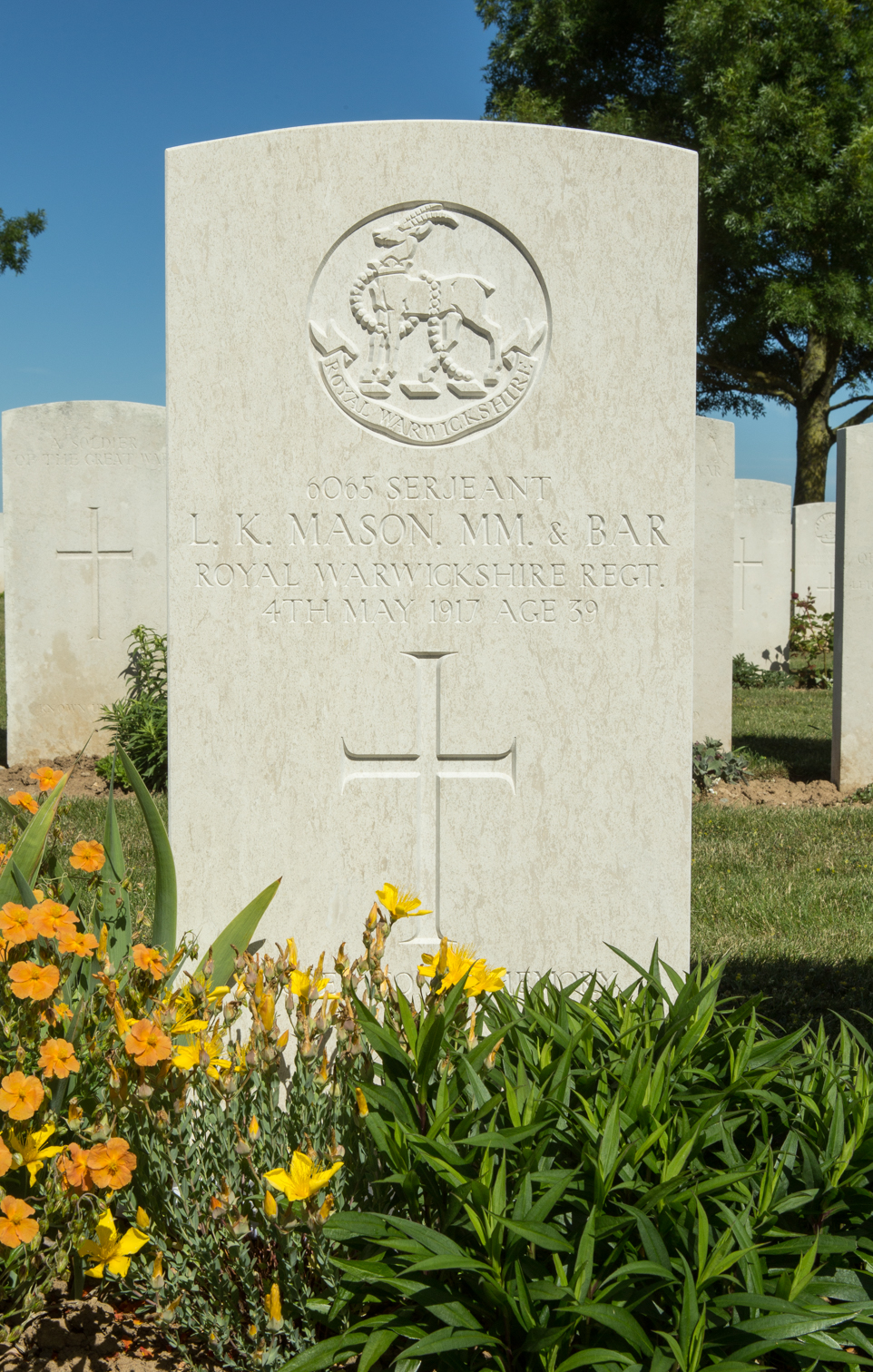

## Sépultures
| Pays           | Sépultures |
| -------------- | ---------- |
| Royaume-Uni    | 1 231      |
| Canada         | 13         |
| Australie      | 43         |
| Afrique du Sud | 6          |
| Total          | 1 293      |

## Pour approfondir